# Seti (Fluss)
Die Seti (nicht zu verwechseln mit dem Fluss Seti Gandaki) ist ein rechter Nebenfluss der Karnali (Oberlauf der Ghaghara) in der Provinz Sudurpashchim  im Westen von Nepal.
Die Seti entspringt im Himalaya-Gebirgsmassiv Gurans Himal. Sie wird von mehreren Gletschern gespeist. Die Seti fließt anfangs in südlicher Richtung. Der Fluss passiert die Orte Kanda und Chainpur. Danach wendet er sich nach Südwesten, durchbricht die Vorgebirgskette des Himalaya und biegt nach Südosten ab. Die Seti fließt an der Stadt (Munizipalität) Dipayal Silgadhi vorbei, nimmt die Budhiganga von links auf und erreicht schließlich die nach Westen strömende Karnali. Die Seti hat eine Länge von 202 km. Das Einzugsgebiet umfasst 7460 km². Am Pegel Gophgat, 67 km oberhalb der Mündung, beträgt der mittlere Abfluss 206 m³/s. Von Januar bis April dauert die Trockenzeit. Der geringste monatliche Abfluss findet im Februar mit 46 m³/s statt. Ende Mai nehmen die Abflüsse rapide zu und erreichen im August mit einem monatlichen Mittel von 637 m³/s ihr Maximum.
Es gibt Planungen für ein 750-MW-Wasserkraftwerk am Seti River. Das unterirdische Kraftwerk wäre 62 km oberhalb der Seti-Mündung, der dazugehörige 195 m hohe Staudamm weitere 19,2 km flussaufwärts. Das Wasser würde über einen 6,7 km langen Tunnel dem Kraftwerk zugeführt werden. Die 19,2 km lange Flussschleife zwischen Damm und Kraftwerk würde damit weitgehend trockenfallen.